# Rio Calindó
Rio Calindó är ett vattendrag i Brasilien.   Det ligger i delstaten Minas Gerais, i den östra delen av landet, 500 km öster om huvudstaden Brasília.
Omgivningarna runt Rio Calindó är huvudsakligen savann. Runt Rio Calindó är det glesbefolkat, med 17 invånare per kvadratkilometer.